# Мішель Саммонс
Мішель Саммонс (англ. Michelle Sammons; нар. 11 вересня 1987) — колишня південноафриканська тенісистка.
Найвищу одиночну позицію світового рейтингу — 666 місце досягла 23 лютого 2015, парну — 268 місце — 2 листопада 2015 року.
Здобула 1 одиночний та 6 парних титулів.

## Фінали ITF
| Легенда          |
| ---------------- |
| Турніри $100,000 |
| Турніри $75,000  |
| Турніри $50,000  |
| Турніри $25,000  |
| Турніри $10,000  |

### Одиночний розряд (1–0)
| Результат | Ранг | Дата           | Місце         | Покриття | Суперниця         | Рахунок       |
| --------- | ---- | -------------- | ------------- | -------- | ----------------- | ------------- |
| Перемога  | 1.   | 31 травня 2014 | Сан-Сіті, ПАР | Тверде   | Наташа Фаурауклас | 2–6, 7–5, 6–4 |

### Парний розряд (6–2)
| Результат | Ранг | Дата            | Місце                     | Покриття | Партнерка             | Суперниці                               | Рахунок          |
| --------- | ---- | --------------- | ------------------------- | -------- | --------------------- | --------------------------------------- | ---------------- |
| Перемога  | 1.   | 30 травня 2014  | Sun City, ПАР             | Тверде   | Шанель Сіммондс       | Ілзе Хаттінг Мадрі Ле Ру                | 7–5, 6–3         |
| Перемога  | 2.   | 13 червня 2014  | Sun City, ПАР             | Тверде   | Шанель Сіммондс       | Ілзе Хаттінг Мадрі Ле Ру                | 6–3, 6–3         |
| Перемога  | 3.   | 19 липня 2014   | Шарм-еш-Шейх, Єгипет      | Тверде   | Клотільда де Бернарді | Giulia Bruzzone Alina Mikheeva          | 7–5, 7–5         |
| Перемога  | 4.   | 30 серпня 2014  | Шарм-еш-Шейх, Єгипет      | Тверде   | Анна Моргіна          | Giulia Bruzzone Рішика Сункара          | 6–2, 6–1         |
| Перемога  | 5.   | 6 вересня 2014  | Шарм-еш-Шейх, Єгипет      | Тверде   | Ілзе Хаттінг          | Гай Ао Рішика Сункара                   | 6–3, 7–5         |
| Поразка   | 1.   | 13 вересня 2014 | Шарм-еш-Шейх, Єгипет      | Тверде   | Ілзе Хаттінг          | Моргіна Анна Олександрівна Яна Сізікова | 3–6, 6–0, [6–10] |
| Перемога  | 6    | 14 лютого 2015  | Порт-ель-Кантауї, Туніс   | Тверде   | Ілзе Хаттінг          | Ніколета Даскелу Юлія Стаматова         | 7–5, 6–3         |
| Поразка   | 2.   | 19 вересня 2015 | Реддінг (Каліфорнія), США | Тверде   | Варатчая Вонгтінчай   | Ешлі Вейнголд Кейтлін Горіскі           | 2–6, 5–7         |